# Oost-Europese zomertijd
| lichtblauw | West-Europese Tijd (UTC+0)                                     |
| blauw      | West-Europese Tijd (UTC+0) West-Europese zomertijd (UTC+1)     |
| roze       | Midden-Europese Tijd (UTC+1)                                   |
| rood       | Midden-Europese Tijd (UTC+1) Midden-Europese zomertijd (UTC+2) |
| geel       | Kaliningradtijd (UTC+2)                                        |
| goud       | Oost-Europese Tijd (UTC+2) Oost-Europese zomertijd (UTC+3)     |
| groen      | Moskoutijd (UTC+3)                                             |

Oost-Europese zomertijd (OEZT) is een van de namen voor de UTC+3 tijdzone. Deze zomertijd wordt gebruikt in een aantal landen in Oost-Europa, Noord-Afrika en het Midden-Oosten. In de winter gebruiken deze landen de Oost-Europese Tijd (UTC+2).
De volgende landen en gebieden gebruiken iedere zomer de Oost-Europese zomertijd:
- Åland
- Wit-Rusland tussen 1981-89 de Moskou Zomertijd, de OEZT sinds 1991
- Bulgarije sinds 1979
- Cyprus sinds 1979
- Egypte vroeger, voor 1970
- Estland tussen 1981-88 de Moskou Zomertijd, de OEZT sinds 1989
- Finland sinds 1981
- Griekenland sinds 1975
- Jordanië tussen 1985-2022
- Letland tussen 1981-88 de Moskou Zomertijd, de OEZT sinds 1989
- Libanon sinds 1984
- Litouwen tussen 1981-88 de Moskou Zomertijd, de OEZT sinds 1989
- Moldavië tussen 1981-89 de Moskou Zomertijd, de OEZT sinds 1991
- Roemenië sinds 1979
- Syrië tussen 1983-2022
- Turkije tussen 1970-78 de OEZT, tussen 1979-83 de Moskou Zomertijd, sinds 1985 de OEZT weer
- Oekraïne tussen 1981-89 de Moskou Zomertijd, sinds 1992 de OEZT

In 1991 werd de OEZT ook even gebruikt in Moskou en in tijdzone Samara.